# Église Notre-Dame d'Évrecy
Pour les articles homonymes, voir Église Notre-Dame.
L'église Notre-Dame est un édifice catholique, des XIIIe, XIVe, XVe et XVIe siècles, qui se dresse sur le territoire de la commune française d'Évrecy, dans le département du Calvados, en région Normandie.
L'église est inscrite aux monuments historiques.

## Localisation
L'église est située dans le bourg d'Évrecy, dans le département français du Calvados.

## Description
L'église conserve quelques fragments architecturaux datant de l'époque carolingienne, qui pourraient provenir de l'ancienne abbaye d'Évrecy, l'un des quarante établissements monastiques recensé en Normandie.

## Protection aux monuments historiques
L'église est inscrite au titre des monuments historiques par arrêté du 16 mai 1927.